# 一次能源
2017年世界燃料一次能源總供應量為162,494 TWh（或13,792 Mtoe）（國際能源署，2019）:6,8
2017年按地區分列的世界一次能源總供應量為162,494 TWh（或13,792 Mtoe）（國際能源署，2019）
一次能源（Primary energy，PE）又稱初級能源、天然能源，是指能源部門為人類社會所需所找到或產生的能源，其在自然界中發現與取得且未經任何加工改變或轉換過程，而可以直接使用的能量形式；其定義為：在將能源中包含的能量轉換成熱量或機械功之前，應使用「一次能源」來稱呼那些直接由自然環境提取的能源，無論是否清潔、分級、與原物料分離、純化或濃縮。（相对地，「二次能源」則是指稱由一次能源加工轉換產生的所有能源。）其能量多是由太阳辐射能直接转化而来的能源，如煤、石油、天然气、铀、阳光等。在一次能源中，根据其能否再生，又分为再生能源和非再生能源。
“一次能源供應總量”（TPES）等於生產量和進口量之和減去出口量和儲存量的變化。
使用途径：一次能源大多转化为更便捷电能用于社会，其他则用于燃料等。

## 二次能源
二次能源，又称次级能源，是指由一次能源经过加工转换以后得到的能源，是一种能量载体；包括電能、热能、汽油、柴油、液化石油气和氢能等。二次能源又可以分为“过程性能源”和“含能体能源”，電能就是應用最廣的過程性能源，而汽油和柴油是目前應用最廣的含能體能源。
二次能源亦可解釋為自一次能源中，所再被使用的能源，例如將煤燃燒產生蒸氣能推動發電機，所產生的電能即可稱為二次能源。電之所以特別有用，是因為它具有較低的熵，因此可以非常有效地轉換成其他形式的能量。區域供熱是二次能源的另一個例子。
特点：二次能源和一次能源不同，它不是直接取自自然界，只能由原生能源加工转换以后得到，因此严格的说它不是“能源”，而应称之为“二次能”。能源危机，可再生能源等都不涉及二次能源。
歐盟統計局（歐洲委員會）在其能源手冊中對此進行了說明，能源商品是直接從原油、煤、天然氣等自然資源（稱為初級資源）中提取的，或者是由初級產品生產的。所有不是主要而是由初級產品生產的能源產品都稱為次要產品。 二次能源來自一次或二次能源的轉化，燃燒燃料油發電就是一個例子。其他示例包括原油（一次）的石油產品（二次），焦煤（一次）的焦爐焦（二次），薪柴（一次）的木炭（二次）等。主要或次要形式。
使用途径：（略）
存在意义：有的一次能源在使用过程中会生成大量污染物及废弃物，需要进行工业转化，如原油的精炼加工，煤炭的清洗等。储存能量形式的能量载体发生改变是有效的一次能源转化为二次能源的途径。电力是最常见的能量载体，它可以从各种一次能源煤炭、石油、天然气、风力，光能转化得到。电力是特别高效的，因为它是具有高度有序（低熵），并且因此可以被高转化率地转换成其他形式的能量。另一个例子是电能供热来进行区域供热。

## 能源转化
能源效率：也常被称为能源有效利用率。
能量转换效率：当电能被利用后，经由电风扇再转化成风能，这时风能亦可称为二次能源。一次能源与二次能源间必定存在一定程度的转换损耗。